# Eleonora Urraca van Castilië
Eleonora Urraca van Castilië (Medina del Campo, 1374 — Valladolid, 16 juli 1435) was koningin van Aragón en gravin van Alburquerque.

## Afkomst
Eleonora, bijgenaamd La Rica Hembra, (Nederlands: Het Rijke Wijfje), en ook genoemd Eleonora van Alburquerque, werd geboren als dochter van Sancho van Castilië, graaf van Alburquerque en Beatrix van Alburquerque.

## Leven
Vanwege haar afkomst had Eleonora veel grond en andere bezittingen in Castilië, Rioja en Extremadura. In 1393 trouwde ze met haar neef, Ferdinand I van Aragon, (de zoon van Johan I van Castilië) en Eleonora van Aragón).
Ferdinand werd koning door het Compromis van Caspe, gesloten in 1412, en Eleonora werd hierdoor koningin van Aragón.
Na de dood van Ferdinand in 1416 trok Eleonora zich terug in een door haar gesticht klooster in Medina del Campo. Van daaruit probeerde zij te onderhandelen tussen haar kinderen, de prinsen van Aragón. Haar pogingen waren tevergeefs. In de jaren die volgden waren er voortdurend conflicten om de macht in verschillende Spaanse koninkrijken als Aragón, Castilië, en Navarra.

## Nageslacht
Met Ferdinand kreeg Eleonora acht kinderen die in de geschiedschrijving vaak beschreven worden als de prinsen van Aragón, in het Spaans, de Infantes de Aragón::
- Alfons V van Aragón (1394-1458)
- Maria van Aragón (1396-1445)
- Johan II van Aragón (1397-1479)
- Hendrik van Aragón (1400-1445)
- Eleonora van Aragón (1402-1449)
- Isabella van Aragón
- Peter van Aragón (1406-1438)
- Sancho van Aragón (1410-1416)

## Voorouders
| Voorouders van Eleonora Urraca van Castilië | Voorouders van Eleonora Urraca van Castilië                                  | Voorouders van Eleonora Urraca van Castilië                                  | Voorouders van Eleonora Urraca van Castilië                                  | Voorouders van Eleonora Urraca van Castilië                                  | Voorouders van Eleonora Urraca van Castilië                                 | Voorouders van Eleonora Urraca van Castilië                                 | Voorouders van Eleonora Urraca van Castilië                                 | Voorouders van Eleonora Urraca van Castilië                                 |
| ------------------------------------------- | ---------------------------------------------------------------------------- | ---------------------------------------------------------------------------- | ---------------------------------------------------------------------------- | ---------------------------------------------------------------------------- | --------------------------------------------------------------------------- | --------------------------------------------------------------------------- | --------------------------------------------------------------------------- | --------------------------------------------------------------------------- |
| Overgrootouders                             | Ferdinand IV van Castilië (1285-1312) ∞ Constance van Portugal (1290–1313)   | Ferdinand IV van Castilië (1285-1312) ∞ Constance van Portugal (1290–1313)   | Pedro Núñez de Guzmán (-) ∞ Beatriz Ponce de León (-)                        | Pedro Núñez de Guzmán (-) ∞ Beatriz Ponce de León (-)                        | Alfons IV van Portugal (1291-1357) ∞ Beatrix van Castilië (1293-1359)       | Alfons IV van Portugal (1291-1357) ∞ Beatrix van Castilië (1293-1359)       | Pedro Fernandez de Castro (1290-1342) ∞ Aldonza Lorenzo de Valladares (-)   | Pedro Fernandez de Castro (1290-1342) ∞ Aldonza Lorenzo de Valladares (-)   |
| Grootouders                                 | Alfons XI van Castilië (1311-1350) ∞ 1387 Leonor Núñez de Guzmán (1310–1351) | Alfons XI van Castilië (1311-1350) ∞ 1387 Leonor Núñez de Guzmán (1310–1351) | Alfons XI van Castilië (1311-1350) ∞ 1387 Leonor Núñez de Guzmán (1310–1351) | Alfons XI van Castilië (1311-1350) ∞ 1387 Leonor Núñez de Guzmán (1310–1351) | Peter I van Portugal (1320-1367) ∞ Inês de Castro (1325-1355)               | Peter I van Portugal (1320-1367) ∞ Inês de Castro (1325-1355)               | Peter I van Portugal (1320-1367) ∞ Inês de Castro (1325-1355)               | Peter I van Portugal (1320-1367) ∞ Inês de Castro (1325-1355)               |
| Ouders                                      | Sancho van Castilië (1342-1374) ∞ 1373 Beatrix van Alburquerque (1347-1381)  | Sancho van Castilië (1342-1374) ∞ 1373 Beatrix van Alburquerque (1347-1381)  | Sancho van Castilië (1342-1374) ∞ 1373 Beatrix van Alburquerque (1347-1381)  | Sancho van Castilië (1342-1374) ∞ 1373 Beatrix van Alburquerque (1347-1381)  | Sancho van Castilië (1342-1374) ∞ 1373 Beatrix van Alburquerque (1347-1381) | Sancho van Castilië (1342-1374) ∞ 1373 Beatrix van Alburquerque (1347-1381) | Sancho van Castilië (1342-1374) ∞ 1373 Beatrix van Alburquerque (1347-1381) | Sancho van Castilië (1342-1374) ∞ 1373 Beatrix van Alburquerque (1347-1381) |
| Eleonora Urraca van Castilië (1374-1435)    |                                                                              |                                                                              |                                                                              |                                                                              |                                                                             |                                                                             |                                                                             |                                                                             |